# Алексей Маресиев
Алексей Маресиев (на руски: Алексе́й Петро́вич Маре́сьев) е съветски летец от Втората световна война. Удостоен със званието Герой на Съветския съюз. Майор от Съветската армия.
Прототип е на летеца Алексей Мересиев, описан в „Повест за истинския човек“ на Борис Полевой.

## Биография
Роден е на 20 май 1916 г. в гр. Камишин, Волгоградска област в работническо семейство. Остава без баща още на 3-годишна възраст, който умира, малко след като се прибира от фронта след края на Първата световна война.
Завършва 8 клас в местно училище, след което учи за стругар. След завършването си подава документи в Московския авиационен институт, но от Комсомола го изпращат да участва в изграждането на град Комсомолск на Амур в Далечния изток. Едновременно с работата си в тайгата записва задочни курсове (заочный рабфак, рус.) в Московския авиационен институт, като два пъти му отказват заради прекарана в детството малария която му оставя ревматизъм.
Призован е в редиците на Червената армия през 1937 г. Служи в 12-и авиационен полк. Изпратен е в Батайската авиационна школа за подготовка на военни летци. Завършва я през 1940 г. Продължава да работи в школата като инструктор-летец.

## Втора световна война
Извършва своя първи боен полет на 23 август 1941 г. в района на Кривой Рог. Като пилот от 580-и изтребителен авиационен полк сваля германски боен самолет Ju-52. В края на март 1942 г. вече има 4 свалени германски самолета.
На 4 април 1942 г., във въздушен бой над Дамянския плацдарм (Новгородска област), е свален от вражески изтребител. Прави опит да приземи повредения самолет върху замръзнало езеро, но твърде рано спуска колесника. Самолетът бързо започва да губи височина и пада в близката гора. Вследствие на удара в земята са наранени тежко ходилата на двата му крака.
18 денонощия пълзи през замръзналата гора, хранейки се с плодове, корени и дребни животни. Вследствие от контузията и премръзването на ходилата, краката му са ампутирани в московска болница. Поставят му протези и след дълги и упорити тренировки получава разрешение да се върне в армията. Отново се учи да лети в 11-а запасна авиационна бригада, разположена в гр. Иваново.
През юни 1943 г. А. П. Маресиев се връща в строя. Воюва в Битката при Курск в състава на 63-ти гвардейски авиационен полк, става заместник-командир на ескадрила. През август 1943 г. във въздушен бой сваля 3 изтребителя FW-190 на Луфтвафе, за което е удостоен със званието Герой на Съветския съюз.
Общо във Втората световна война има 11 доказани въздушни победи, в това число – 7 след ампутацията.

## Следвоенни години
След края на войната е назначен за инспектор в авиационните училища. През 1956 г. Маресиев защитава дисертация по история.
Подвигът му е описан в книгата „Повест за истинския човек“ на руския съветски писател Борис Полевой.
На 18 май 2001 г., в Театъра на Руската армия, малко преди началото на тържествена вечер по случай неговата 85-годишнина, Маресиев получва масивен инфаркт и умира минути по-късно. Тържествената вечер се състои, но започва с минута мълчание. Съболезнования на семейството му поднася президентът на Русия Владимир Путин.
Алексей Петрович Маресиев е погребан в Новодевическото гробище в Москва.